# The clouds of Titan
The clouds of titan is een livealbum van Radio Massacre International. Het is geen livealbum in de letterlijke betekenis, het album is niet opgenomen tijdens een concert. Het is opgenomen bij fan Jeff Nutkowitz en zijn vrouw Cindy Lee thuis. Het optreden werd verzorgd vanwege de alvleesklierkanker waaraan Jeff leed en even later overleed.

## Musici
- Steve Dinsdale - toetsen en slagwerk;
- Duncan Goddard - toetsen en basgitaar;
- Gary Houghton - toetsen en gitaar.

Met medewerking van Tom Gagliardi, Chuck van Zyl, Mike Hunter en Mike Ostrich.

## Muziek

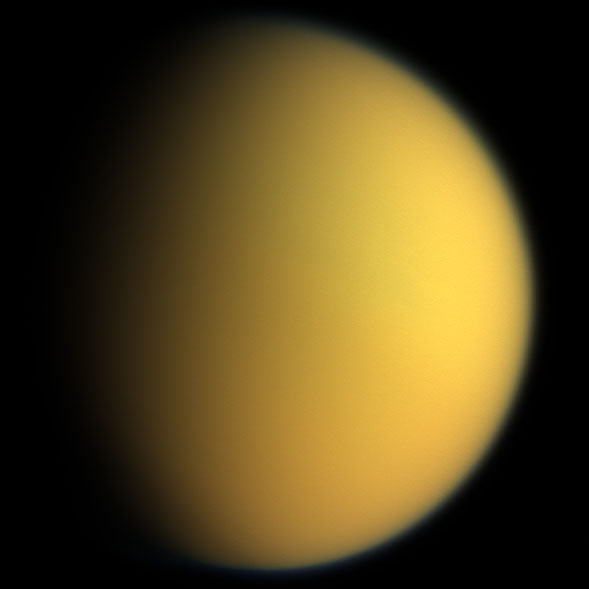
Titan

| Nr. | Titel                         | Duur  |
| --- | ----------------------------- | ----- |
| 1.  | the clouds of titan           | 39:09 |
| 2.  | the ghost of brigantine beach | 37:56 |